# Clara Buarque
Clara Buarque de Freitas (Rio de Janeiro, 23 de novembro de 1998), é uma atriz e cantora brasileira. É conhecida por atuar nas séries Tudo Igual... SQN e Tá Tudo Certo e na novela Travessia. É filha do cantor Carlinhos Brown e da empresária Helena Buarque  também é neta do cantor Chico Buarque e da atriz Marieta Severo.

## Biografia e carreira
Clara nasceu em 23 de novembro de 1998, no Rio de Janeiro, é filha do cantor Carlinhos Brown e de Helena Buarque e neta do cantor Chico Buarque e da atriz Marieta Severo. Apesar de ter nascido no Rio, viveu parte de sua vida em Salvador, na Bahia, terra natal de seu pai.
Buarque já participou da final do The Voice Brasil em 2014, com seu pai. A atriz se lançou como cantora em 2022, porém anteriormente já tinha cantando na telenovela Segundo Sol. Em 2022 atuou na série Tudo Igual… SQN e fez sua primeira novela novela Travessia. Já fez campanhas publicitárias como modelo para marcas como Animale e Arezzo, ao lado da atriz e modelo Jade Picon com quem também trabalha em Travessia.

## Filmografia

### Televisão
| Ano  | Título           | Papel                        | Notas                 | Ref.          |
| ---- | ---------------- | ---------------------------- | --------------------- | ------------- |
| 2017 | The Voice Brasil | Participante                 | Participação Especial | [ 19 ]        |
| 2022 | Tudo Igual… SQN  | Amanda                       |                       | [ 20 ] [ 21 ] |
| 2022 | Travessia        | Beatriz Correia Soares (Bia) |                       | [ 22 ] [ 23 ] |
| 2023 | Tá Tudo Certo    | Clara                        |                       | [ 24 ]        |

### Filmes
| Ano  | Título     | Papel     | Ref.   |
| ---- | ---------- | --------- | ------ |
| 2023 | Ó Paí, Ó 2 | Florzinha | [ 25 ] |